# Caryl Phillips
Ne doit pas être confondu avec Carys Phillips.
Pour les articles homonymes, voir Phillips.
Caryl Phillips, né le 13 mars 1958 à Saint-Christophe-et-Niévès sur l'île Saint-Christophe, est un écrivain britanno-christophien. 

## Biographie
Caryl Phillips naît sur l'île Saint-Christophe, Saint-Christophe-et-Niévès le 13 mars 1958. Sa famille quitte son île natale et s'installa à Leeds (Yorkshire) alors qu'il est âgé de quatre mois. Il étudie la littérature anglaise à l'université d'Oxford. Après avoir enseigné dans plusieurs universités en Europe, Afrique et Amériques, il est actuellement professeur d'anglais à l'université Yale et contribue régulièrement à divers journaux.

## Distinctions
- 2015 : docteur honoris causa de l'université de Liège[1]

### Romans
- (en) The Shelter, Oxford, Amber Lane Press, 1984, 55 p. (ISBN 0-906399-49-1)
- (en) The final passage, London ; Boston, Faber and Faber, 1985, 205 p. (ISBN 0-571-13438-6 et 0571134378)
- (en) A state of independence, New-York, Farrar, Straus, and Giroux, 1986, 158 p. (ISBN 0-374-26976-9)
- (en) Playing away, London ; Boston, Faber and Faber in association with Channel Four television Co., 1987, 79 p. (ISBN 0-571-14583-3)
- (en) Higher ground : a novel in three parts, New York, Viking, 1989, 217 p. (ISBN 0-670-82620-0)
- (en) Cambridge : a novel, New York, Knopf, 1992, 183 p. (ISBN 0-679-40532-1)
- (en) Crossing the river, Toronto ; New York, Knopf Canada, 1994, 237 p. (ISBN 0-394-28035-0)
- (en) The nature of blood, New York, Knopf, 1997, 212 p. (ISBN 0-679-45470-5 et 0679776753)
- (en) A distant shore, Londres, Secker & Warburg, 2003, 312 p. (ISBN 0-436-20564-5)
- (en) Dancing in the dark, New York, Knopf, 2005, 209 p. (ISBN 1-4000-4396-4)
- (en) Foreigners, New York, Knopf, 2007, 235 p. (ISBN 978-1-4000-4397-2)
- (en) In the falling snow, New York, Knopf, 200, 307 p. (ISBN 978-0-307-27256-0)

### Essais
- (en) The European tribe, New York, Farrar, Straus, Giroux, 1987, 129 p. (ISBN 0-374-14935-6)
- (en) The Atlantic Sound, New York, Alfred Knopf, 2000, 275 p. (ISBN 0-375-40110-5)
- (en) A new world order : selected essays, Londres, Secker & Warburg, 2001, 309 p. (ISBN 0-436-20560-2)

### Anthologies
- (en) Extravagant strangers : a literature of belonging, London ; Boston, Faber and Faber, 1997, 356 p. (ISBN 0-571-19086-3)
- (en) The right set : a tennis anthology, New York, Vintage Books, 1999, 327 p. (ISBN 0-375-70646-1)